# Acroricnus stylator
Acroricnus stylator – gatunek owada z rodziny gąsienicznikowatych.

## Zasięg występowania
Europa, Azja oraz Ameryka Północna. W Europie notowany w Austrii, na Białorusi, w Bułgarii, Czarnogórze, Czechach, Danii, Finlandii, we Francji (łącznie z Korsyką), w Hiszpanii, Holandii, Irlandii, na Litwie, Łotwie, w Niemczech, Norwegii, Polsce, Rumunii, Rosji, Serbii, Szwajcarii, Szwecji, Turcji, na Węgrzech, w Wielkiej Brytanii oraz we Włoszech.
W Polsce pospolity.

## Budowa ciała
Osiąga 1,5–2 cm długości. Stylik długi i cienki, pokładełko dłuższe niż połowa długości odwłoka. Na wierzchołkach goleni długa, ostro zakończona ostroga.
Głowa, tułów odwłok i pokładełko czarne. Biodra oraz krętarze czarne, uda czerwonopomarańczowe (u części osobników uda tylnej pary odnóży mniej lub bardziej czarne). Golenie przedniej i środkowej pary czerwonopomarańczowe lub żółte, tylnej zaś czerwonopomarańczowe, lub rzadziej żółte, czasem z czarnym wierzchołkiem. Czułki zmienne, od żółtych po niemal czarne.

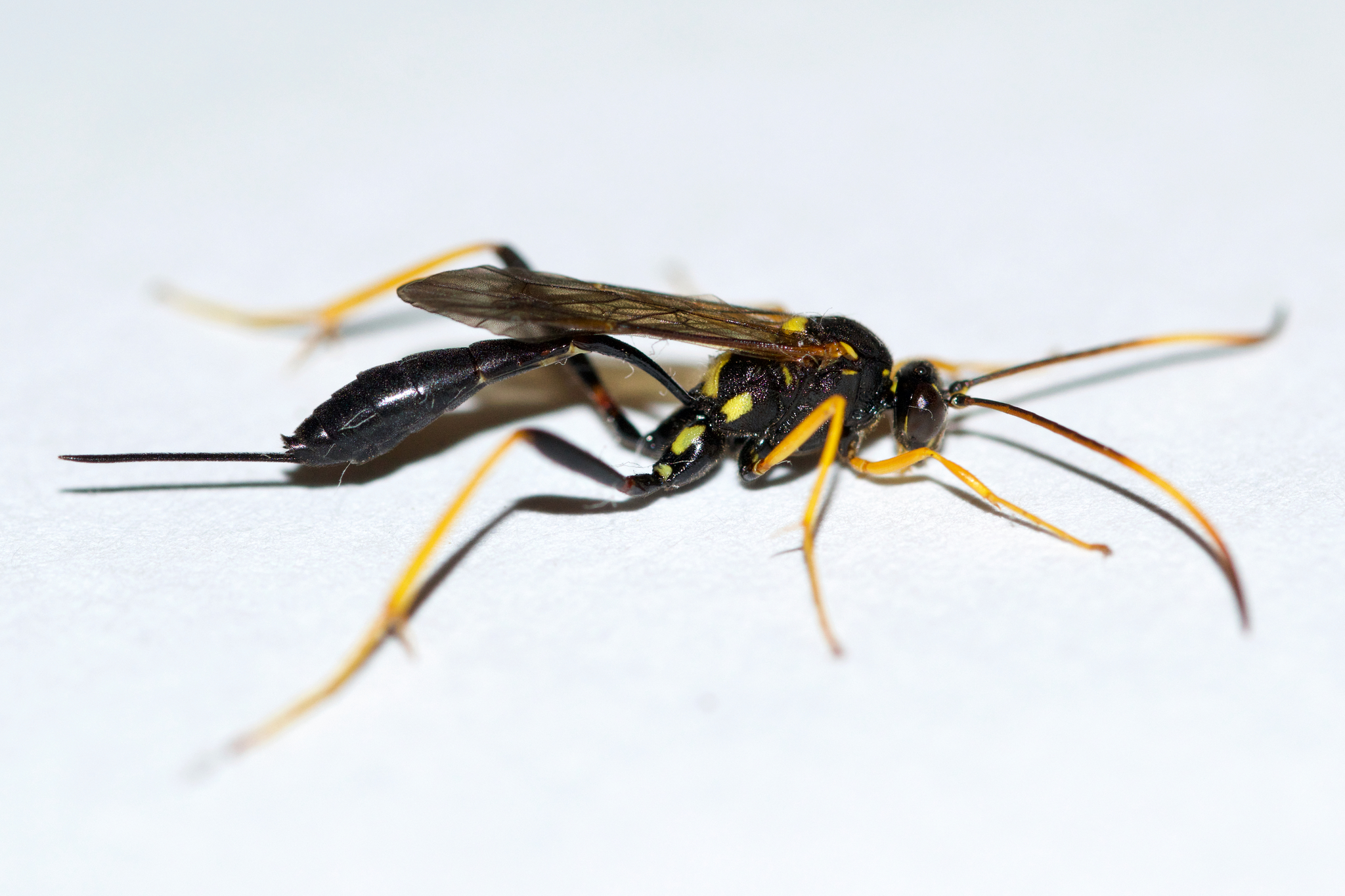
Acroricnus stylator aequatus
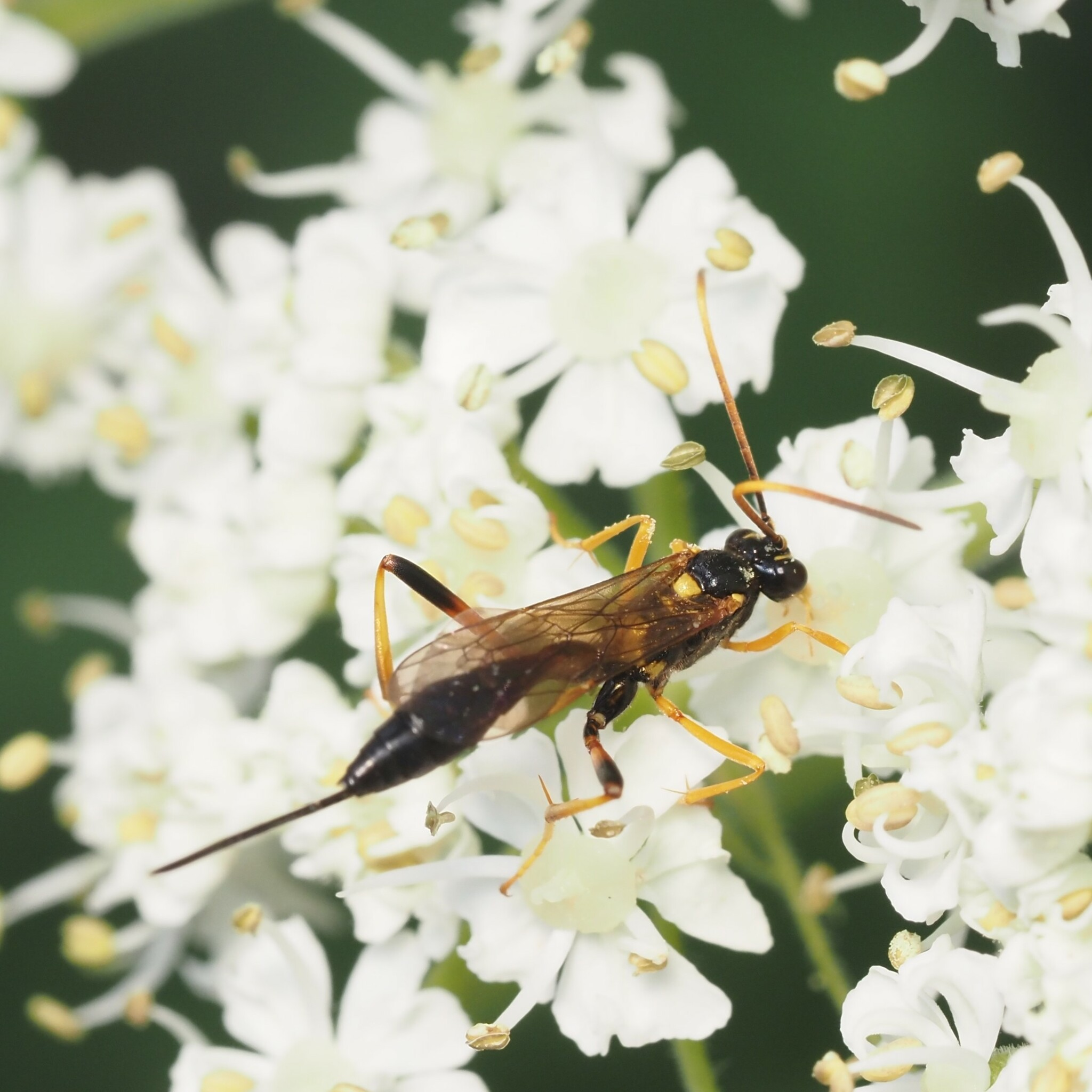
Acroricnus stylator excelsus
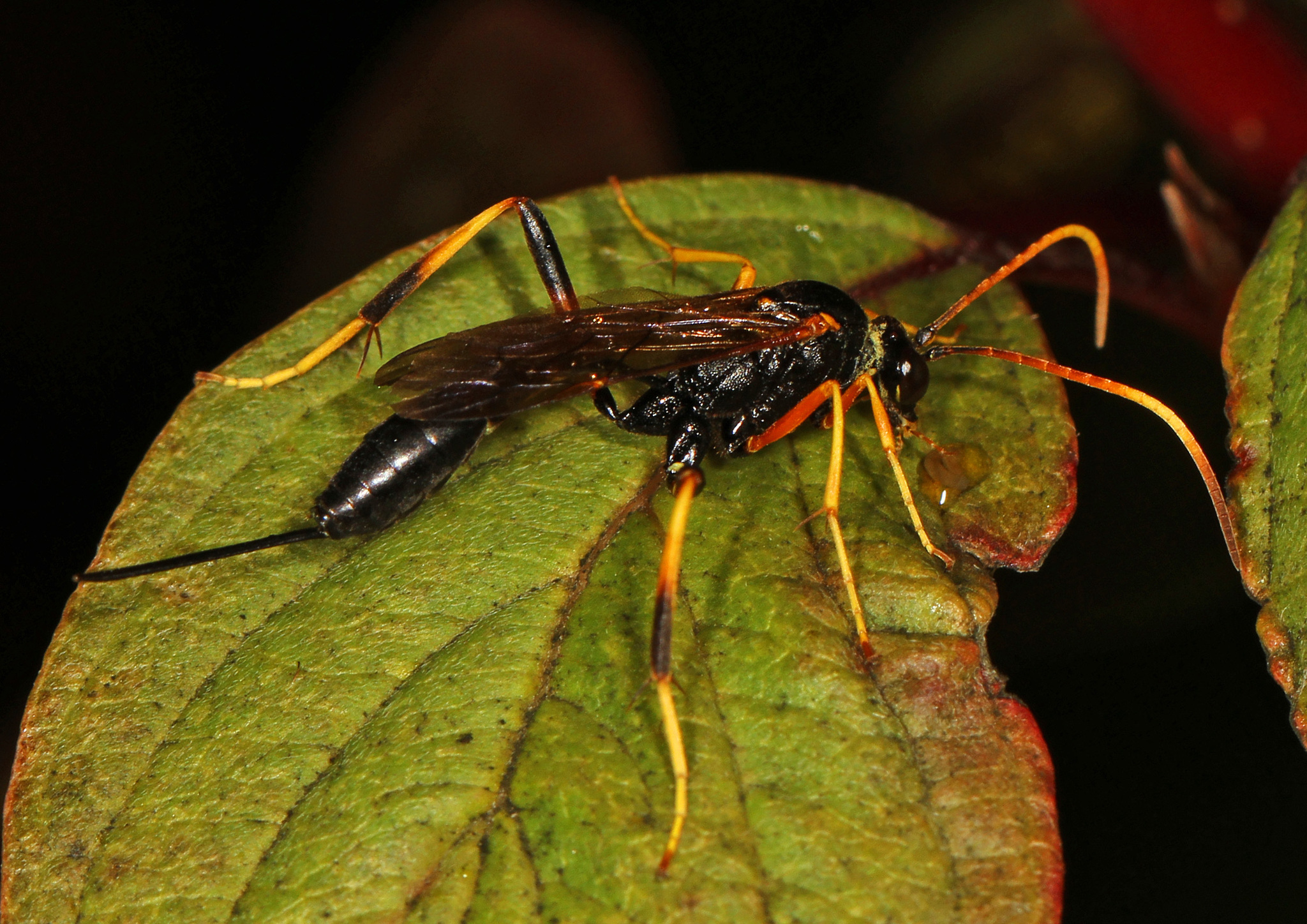
Acroricnus stylator niger
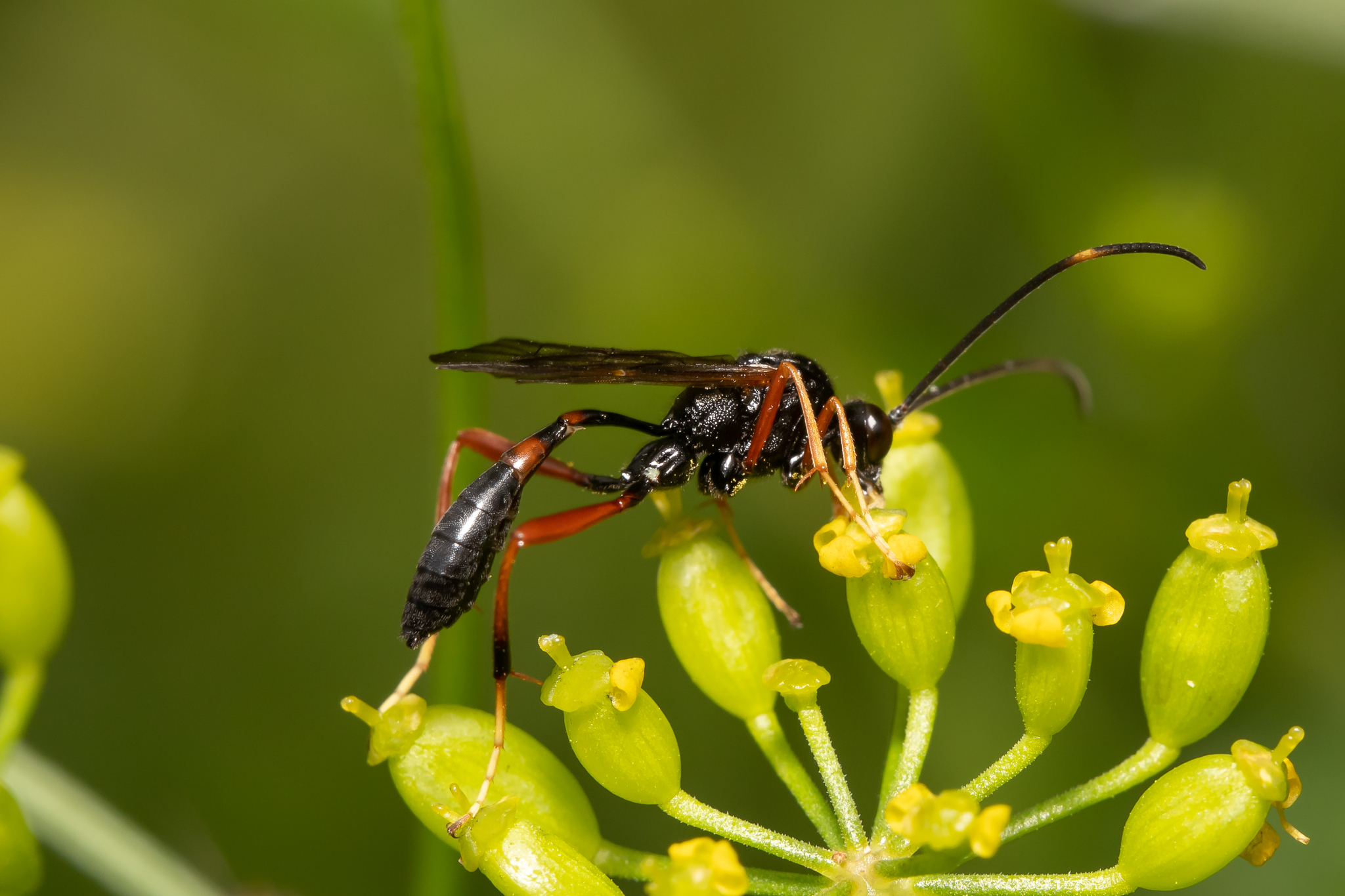
Acroricnus stylator stylator

## Biologia i ekologia

### Tryb życia i biotop
Występuje na skrajach lasów, polanach, łąkach, w ogrodach itp. Imago chętnie odwiedzają rośliny o baldachowatych kwiatostanach.

### Odżywianie
Postacie dorosłe żywią się nektarem i spadzią, larwy zaś są parazytoidami larw os z podrodziny kopułkowatych.